# ألثيا كورير
ألثيا كورير (بالإنجليزية: Althea Currier)‏ هي عارضة وممثلة أمريكية، ولدت في 1941 في Baileyville, Maine ‏ في الولايات المتحدة.

## وصلات خارجية
- ألثيا كورير على موقع IMDb (الإنجليزية)
- ألثيا كورير على موقع قاعدة بيانات الفيلم (الإنجليزية)